# Isla Mornington
Isla Mornington är en ö i Chile.   Den ligger i regionen Región de Magallanes y de la Antártica Chilena, i den södra delen av landet, 1 800 km söder om huvudstaden Santiago de Chile. Arean är 529 kvadratkilometer.
Terrängen på Isla Mornington är lite kuperad. Öns högsta punkt är 691 meter över havet. Den sträcker sig 36,8 kilometer i nord-sydlig riktning, och 36,0 kilometer i öst-västlig riktning.
I omgivningarna runt Isla Mornington växer i huvudsak blandskog. Trakten runt Isla Mornington är nära nog obefolkad, med mindre än två invånare per kvadratkilometer.